# Hrazdan (ville)
Pour les articles homonymes, voir Hrazdan (homonymie).
Hrazdan (en arménien Հրազդան ) est une ville d'Arménie située dans le marz de Kotayk, dont elle est la capitale. La population est de 52 855 habitants en 2008. Ce centre industriel est situé à 50 km d'Erevan, sur la rive gauche de la Hrazdan.
Le monastère de Makravank est aujourd'hui situé dans ses faubourgs.

## Histoire
Hrazdan est de formation récente et est le résultat de l'intégration à l'ancien village d'Akhta, devenu ville de Hrazdan en 1959, des localités environnantes de Vanatur (alors Atabekyan), Jrarat, Kakavadzor et Makravan en 1963.
Hrazdan est devenue la capitale du marz de Kotayk à la création de ce dernier en 1995.

### Évolution démographique
Depuis 1959, l'évolution démographique de Hrazdan a été :
| 1959  | 1976   | 1989   | 1991   | 2001   | 2004   |
| ----- | ------ | ------ | ------ | ------ | ------ |
| 7 630 | 35 137 | 23 903 | 25 600 | 52 808 | 52 700 |

| 2015   | 2020   | - | - | - | - |
| ------ | ------ | - | - | - | - |
| 41 600 | 40 000 | - | - | - | - |

| Histogramme de l'évolution démographique de Hrazdan |        |
| \| 1959 \| 7 630 \| \| 1976 \| 35 137 \| \| 1989 \| 23 903 \| \| 1991 \| 25 600 \| \| 2001 \| 52 808 \| \| 2004 \| 52 700 \| \| 2015 \| 41 600 \| \| 2020 \| 40 000 \| |        |
| 1959 | 7 630  |
| 1976 | 35 137 |
| 1989 | 23 903 |
| 1991 | 25 600 |
| 2001 | 52 808 |
| 2004 | 52 700 |
| 2015 | 41 600 |
| 2020 | 40 000 |

## Galerie d'images

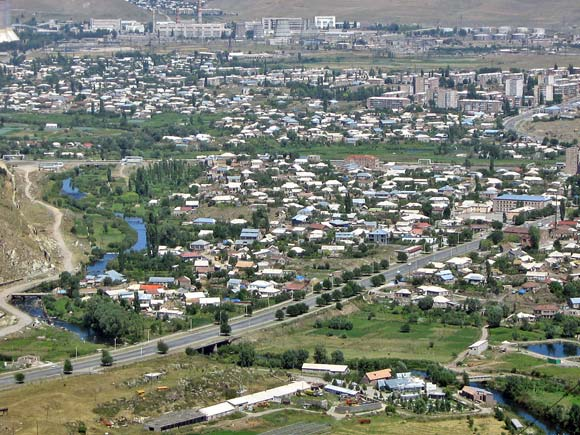
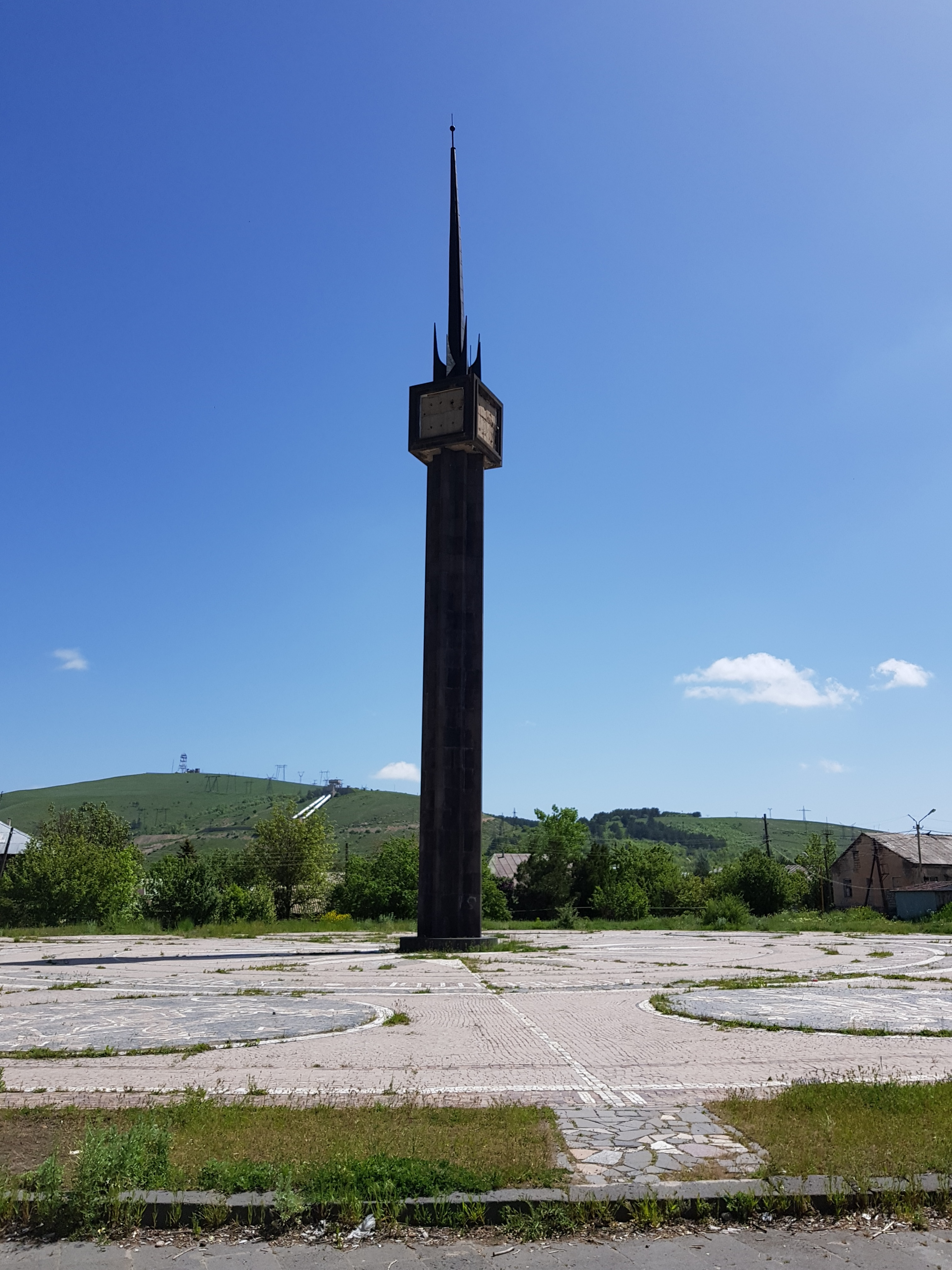
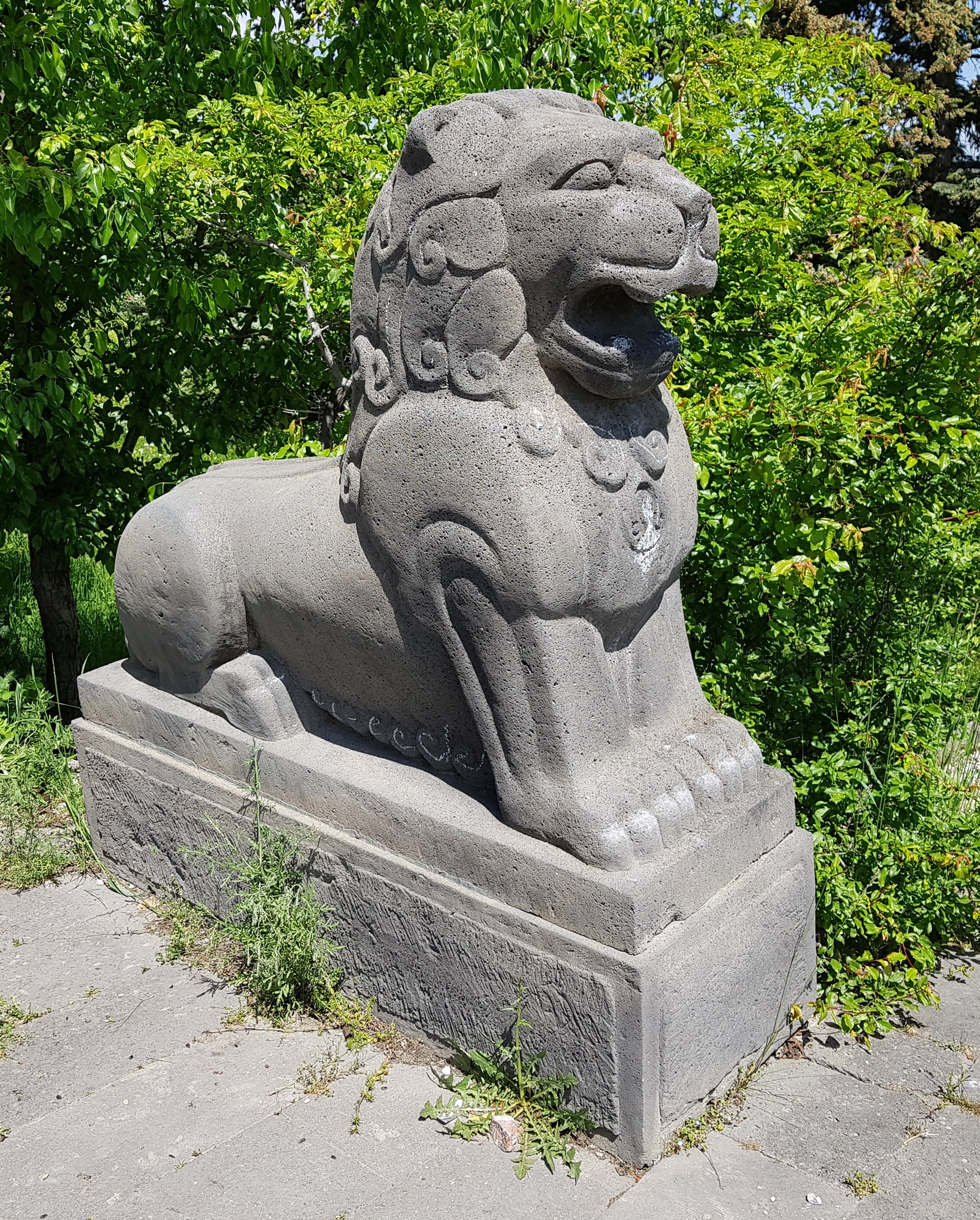
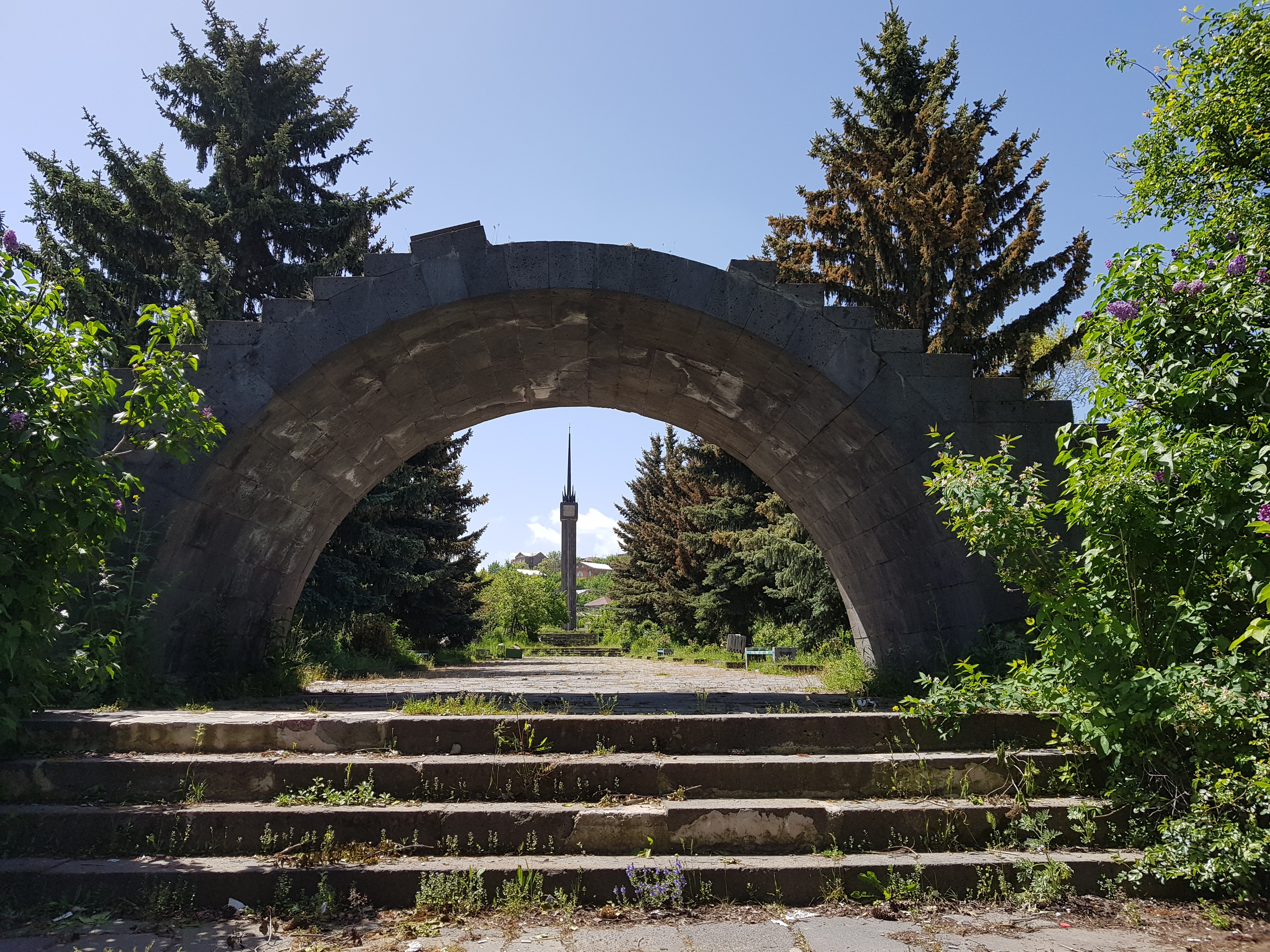
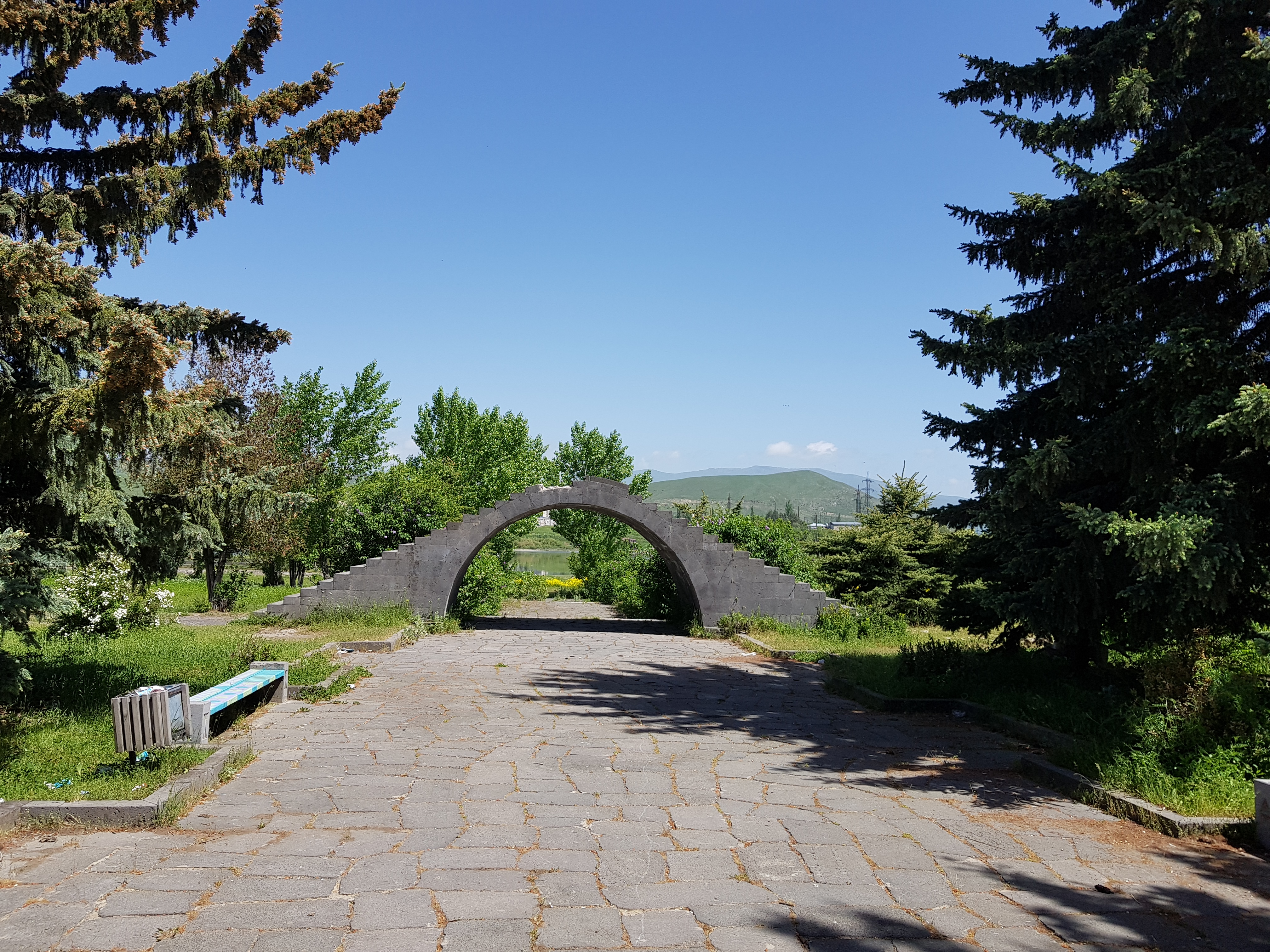
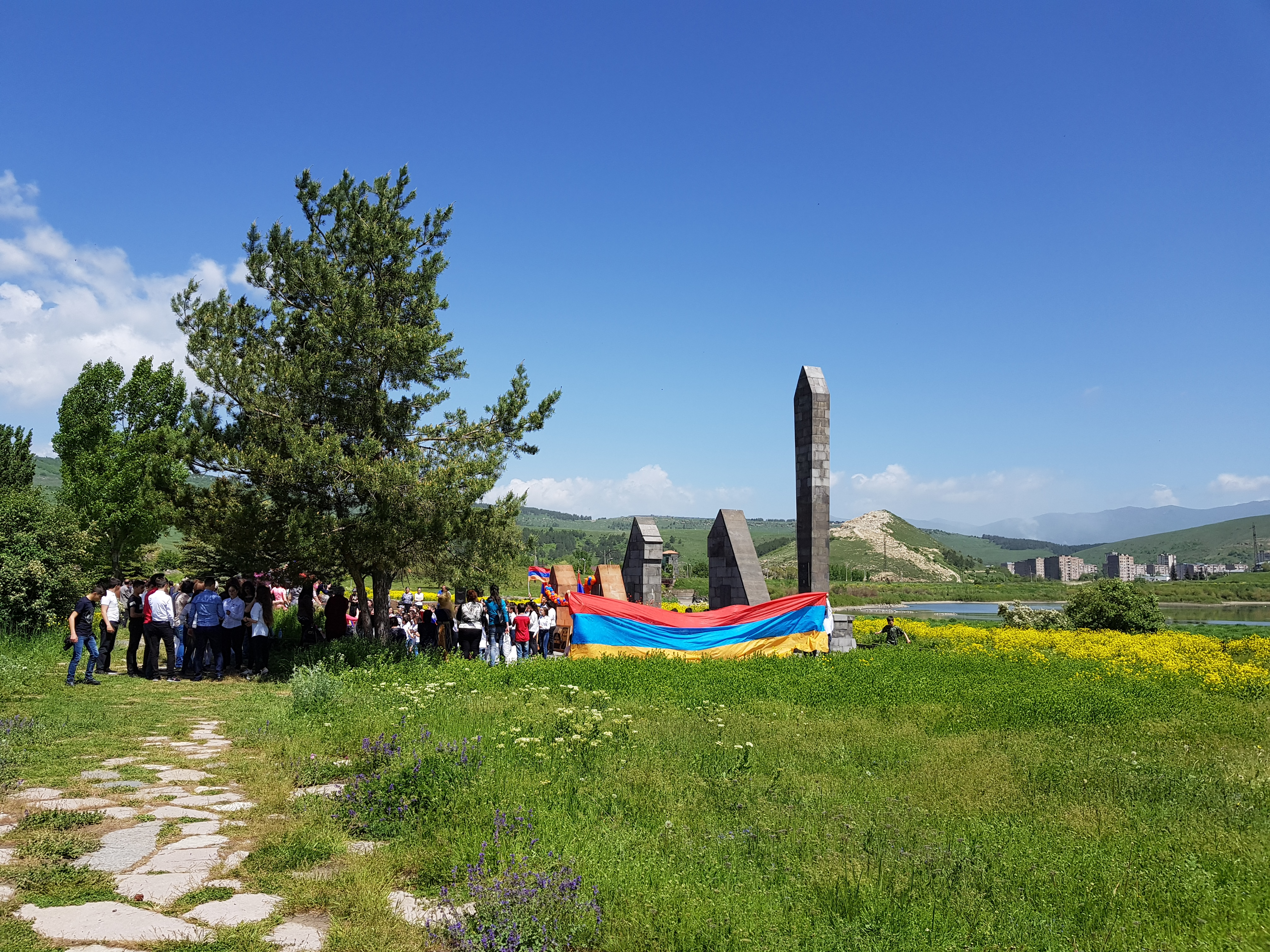
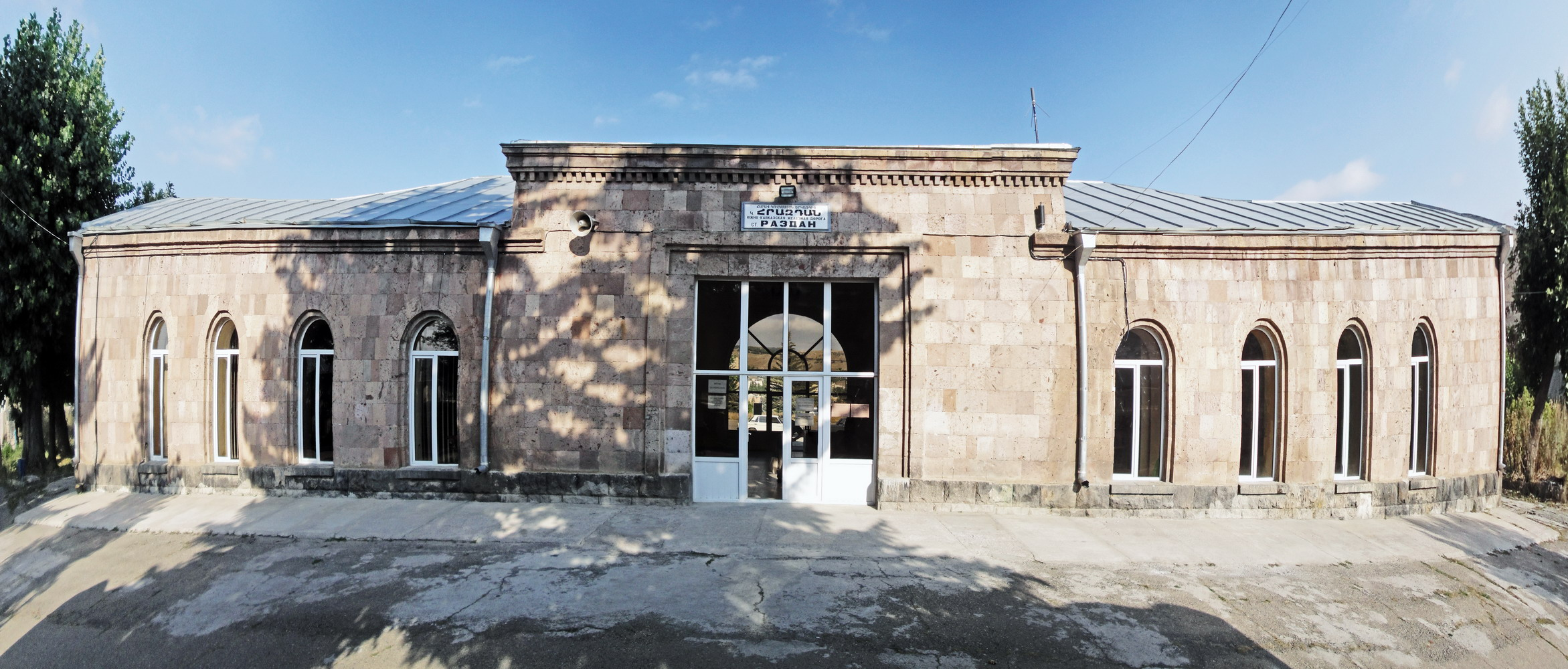